# Clodia (Gattin des Augustus)
Clodia oder Claudia (* um 54 v. Chr.) war die erste Gattin des Octavian, der später als Augustus erster römischer Kaiser wurde.

## Leben
Clodia war die Tochter des berüchtigten popularen Politikers Publius Clodius Pulcher und der Fulvia. Während Plutarch sie Clodia nennt, heißt sie bei Sueton Claudia. Unter Berufung auf letztere Stelle und die inschriftliche Benennung ihres Bruders ebenfalls als Claudius wird sie von vielen modernen Historikern als Claudia bezeichnet. Da ihr Bruder jedoch in einem Brief des Marcus Antonius den Namen Claudius, in einem Brief Ciceros hingegen den Namen Clodius trägt, dürften beide Formen für die Kinder des Clodius gängig gewesen sein. Formal korrekt ist aber für Fulvias Tochter wohl die Form Clodia, da ihr Vater zum Zeitpunkt ihrer Geburt seinen Gentilnamen bereits in Clodius geändert hatte.
Nach dem Tod des Clodius 52 v. Chr. heiratete Fulvia den Caesaranhänger Marcus Antonius, der Ende 43 v. Chr. mit Octavian und Marcus Aemilius Lepidus das zweite Triumvirat schloss. Um dieses Bündnis auch durch verwandtschaftliche Banden zu bestärken, heiratete Octavian – auf den Wunsch der Soldaten und des Antonius hin – trotz seiner schon früher eingegangenen anderweitigen Verlobung die nun zur Stieftochter des Antonius gewordene Clodia. Diese hatte laut Sueton gerade das heiratsfähige Alter erreicht, war also gemäß damaligen römischen Vorstellungen knapp zwölf Jahre alt.
Als Octavian nach den siegreichen Kämpfen gegen die Caesarmörder nach Italien zurückkehrte, geriet er bald mit Antonius’ Gattin Fulvia in Streit, der schließlich den Perusinischen Krieg auslöste (41 v. Chr.). Vorher trennte sich Octavian aber von Clodia, indem er eidlich versicherte, dass sie noch immer eine Jungfrau sei; wahrscheinlich war sie zum Vollzug der Ehe noch zu jung gewesen. Über ihr späteres Leben wird in den (erhaltenen) Quellen nichts berichtet.